# Race et Histoire
Race et Histoire est un livre de l'anthropologue, ethnologue et philosophe Claude Lévi-Strauss, publié en 1952. Lorsqu'il l'écrit, il n'est connu majoritairement que par des universitaires en anthropologie et sociologie, mais pas encore du grand public, comme il le sera à la suite de la parution de Tristes Tropiques en 1955.
Le livre, Race et Histoire, a été publié dans le cadre d'une série de recherches portant sur les études de la « race » par d'autres anthropologues et généticiens. Cette série faisait partie de la campagne de l'UNESCO contre le racisme. En 1971, presque vingt ans après la publication du livre, l'UNESCO a invité Lévi-Strauss à s'exprimer lors d'une conférence à l'occasion de l'Année internationale d'action contre le racisme et la discrimination raciale. Bien que ce discours ait provoqué un soulèvement de critiques et de scandales car les gens trouvaient qu'il remettait en question le contenu de Race et Histoire, Lévi-Strauss a été invité à revenir à une occasion très similaire en 2005 pour re-décrire son écriture dans Race et Histoire, et le discours a été reçu avec fierté, acceptation et respect.

## Commentaire

### Origine du livre
En 1952, l'UNESCO publie une série de brochures consacrées au problème du racisme. Claude Lévi-Strauss écrit pour l'occasion Race et Histoire. Il critique la thèse racialiste de Joseph Arthur de Gobineau (1816-1882), selon laquelle il y aurait trois grandes races primitives (la noire, la blanche et la jaune), thèse qui fait de lui l'un des pères du racisme biologique. D'après Gobineau, ces races n'étaient pas "inégales en valeur absolue mais avec des aptitudes particulières et ce serait le métissage qui conduirait à la dégénérescence."

### La réfutation de la thèse de Gobineau
Le livre part, afin de la réfuter, de la théorie de Gobineau. Lévi-Strauss constate que « pour Gobineau les grandes races primitives qui formaient l’humanité à ses débuts — blanche, jaune, noire — n’étaient pas tellement inégales en valeur absolue que diverses dans leurs aptitudes particulières. La tare de la dégénérescence s’attachait pour lui au phénomène du métissage. »
Au sujet de la variété culturelle qui résulte du métissage, Lévi-Strauss écrit : « Une première constatation s’impose : la diversité des cultures humaines est, en fait dans le présent, en fait et aussi en droit dans le passé, beaucoup plus grande et plus riche que tout ce que nous sommes destinés à en connaître jamais […] La notion de la diversité des cultures humaines ne doit pas être conçue d’une manière statique. […] Beaucoup de coutumes sont nées, non de quelque nécessité interne ou accident favorable, mais de la seule volonté de ne pas demeurer en reste par rapport à un groupe voisin qui soumettait à un usage précis un domaine où l’on n’avait pas songé soi-même à édicter des règles. »
Malgré ce phénomène d'échange, la pente naturelle d'un individu tend vers l’ethnocentrisme, c'est-à-dire qu'il tend à considérer sa culture comme La Culture. Cela consiste à « répudier purement et simplement les formes culturelles morales, religieuses, sociales, esthétiques, qui sont les plus éloignées de celles auxquelles nous nous identifions. »

### Barbarieet progrès
Rome considérait comme barbare tout ce qui n’était pas romain ou grec, élargissant la définition grecque qui désignait par barbare tout ce qui n'était pas grec. De nos jours encore, pour de nombreux individus, l’humanité "cesse d’exister aux frontières du village, voire de la tribu". Cette attitude est paradoxale car  « en refusant l’humanité à ceux qui apparaissent comme les plus sauvages ou barbares de ses représentants, on ne fait que leur emprunter une de leurs attitudes typiques. »
Le développement des cultures se fait-il par étape ? On croit souvent à l'existence d'une sorte d’évolutionnisme des cultures. Celles-ci avanceraient par étapes. L’Afrique en est « encore au Moyen Âge » entendons-nous parfois. En réalité cette théorie n’est qu'une « tentative pour supprimer la diversité des cultures tout en feignant de la reconnaître pleinement. » C’est une façon masquée de nier leur diversité. De fait, il existe plusieurs cultures possédant des modes de développement différents. La découverte du nouveau monde nous montre ainsi que la civilisation précolombienne mêlait d’étonnantes réussites technologiques à des lacunes. Elle était extrêmement avancée en matière d’agriculture tandis que sa maîtrise de la domestication animale restait faible, se distinguant de la période néolithique européenne durant laquelle agriculture et domestication animale allaient de pair.
En réalité chaque culture possède une histoire, sans que l'on puisse affirmer dans l'absolu qu'une culture soit plus ou moins avancée qu'une autre. « En vérité, il n’existe pas de peuples enfants ; tous sont adultes, même ceux qui n’ont pas tenu le journal de leur enfance et de leur adolescence. »

### Juger la valeur des cultures?
Il y a donc une pluralité de cultures. Mais comment les jugeons-nous ? Nous les cataloguons selon deux critères : stationnaires ou cumulatives. Nous considérons comme cumulative toute culture allant dans le même sens que la nôtre, tandis que nous considérons les autres comme stationnaires  « non pas nécessairement parce qu’elles le sont, mais parce que leur ligne de développement ne signifie rien pour nous, n’est pas mesurable dans les termes du système de référence que nous utilisons. »
Lévi-Strauss ajoute que le progrès n’est ni nécessaire ni continu. Il procède par bonds, par mutations. Ces bonds ne consistent pas à aller toujours plus loin dans la même direction. « L’humanité en progrès ne ressemble guère à un personnage gravissant un escalier, ajoutant par chacun de ses mouvements une marche nouvelle à toutes celles dont la conquête lui est acquise. » Une culture momentanément stationnaire nous paraît dépourvue d’intérêt simplement parce qu’elle ne nous ressemble pas.
Les inventions marquant un progrès ne sont certes pas le fruit du hasard, néanmoins chacune d’elles, prise de façon isolée, ne signifie rien. C’est leur combinaison qui permet l'évolution. Chaque génération n’a besoin pour progresser que d’ajouter une épargne au capital légué par les générations antérieures. Il est possible d'interroger notre propre ethnocentrisme en formulant la question suivante : la civilisation occidentale s’est elle montrée plus cumulative que d’autres ?
« Deux fois dans son histoire, l’humanité a su accumuler une multiplicité d’inventions orientées dans le même sens […] et qui ont entraîné des changements significatifs dans le rapport que l’homme entretient avec la nature. » Certes la révolution industrielle a été entamée par les occidentaux puis mise en place partout à travers le monde. On inclinerait donc à penser que l'occident aurait un génie propre. Mais 10 000 ans av. J.-C. ou plus tôt, la révolution néolithique se déclencha simultanément à plusieurs endroits de la planète, si bien que Lévi-Strauss constate que « la simultanéité d’apparition des mêmes bouleversements technologiques, sur des territoires aussi vastes et dans des régions écartées, montre bien qu’elle n’a pas dépendu du génie d’une race ou d’une culture, mais de conditions si générales qu’elles se situent en dehors de la conscience des hommes. »

### Une interaction nécessaire
« Aucune culture n’est seule ; elle est toujours donnée en coalition avec d’autres cultures, et c’est cela qui lui permet d’édifier des séries cumulatives. » Par exemple la Renaissance se caractérise par la rencontre des cultures grecque, romaine, arabe et chinoise avec la culture européenne. Finalement « Tout progrès culturel est fonction d’une coalition entre les cultures. »
Le thème de la coalition des diversités sera repris sous un autre angle, celui de la diversité nécessaire, dans Race et Culture, conférence prononcée à l'UNESCO à Paris en 1971: «... toute création véritable implique une certaine surdité à l'appel d'autres valeurs pouvant aller jusqu'à leur refus et même leur négation. Car on ne peut, à la fois, se fondre dans la jouissance de l'autre, s'identifier à lui, et se maintenir différent. Pleinement réussie, la communication intégrale avec l'autre condamne, à plus ou moins brève échéance, l'originalité de sa et de ma création. » Le texte, repris en tête du recueil d'article Le Regard éloigné en 1983, suscitera alors une polémique[citation nécessaire].

## Éditions
- brochures éditées par l'Unesco, 1952
- réédition en volume en 1987, puis (suivi de Jean Pouillon, « L'œuvre de Claude Lévi-Strauss »), Paris, Denoël Gonthier, 1974
- aujourd'hui réédité chez Gallimard, coll. « Folio essais », et, réuni à Race et Culture, par Albin Michel en 2002,  (ISBN 978-2226130112) .

## Critique
Roger Caillois critique Race et Histoire dans un article intitulé « Illusions à rebours », paru dans la Nouvelle Revue française en décembre 1954 et janvier 1955. Caillois s'insurge contre une mauvaise volonté à l'égard de la civilisation occidentale qu'il dit alimenter l'ouvrage, et qu'il découpe à coups de logique. Il fait valoir que certains des arguments de Lévi-Strauss s'annulent, ainsi son insistance qu'aucune civilisation ne peut être supérieure à une autre alors que selon lui les cultures australienne, chinoise, mexicaine, africaines seraient supérieures en certains points à la culture occidentale. D'autres arguments de Lévi-Strauss lui paraissent frauduleux, comme l'affirmation que les Chinois auraient pu inventer le canon mais ont préféré employer la poudre pour les feux d'artifice, alors que les Chinois se sont dotés d'armes à feu dès qu'ils en ont appris l'usage en occident. Caillois remarque aussi que Lévi-Strauss réduit la culture occidentale à la recherche d'un surplus d'énergie, sans reconnaître l'apport essentiel de la morale et des connaissances scientifiques. Caillois en déduit un fond de haine ou de ressentiment de la part de Lévi-Strauss contre la culture occidentale en tant que telle : « Le refus a précédé l'étude et il l'a inspirée. Il est issu d'une étrange combinaison de subversion et de timidité, de révolte et de connivence. »
Lévi-Strauss lui répond dans l'article « Diogène couché », paru dans le numéro de mars des Temps modernes.